# Czwarty rząd Josefa Korčáka
Czwarty rząd Josefa Korčáka – rząd Czeskiej Republiki Socjalistycznej pod kierownictwem Josefa Korčáka, powołany i zaprzysiężony 18 czerwca 1981, składający się z przedstawicieli Komunistycznej Partii Czechosłowacji. Urzędował do 18 czerwca 1986.

## Skład rządu[1]
| Stanowisko                                                      | Minister          | Ugrupowanie | Okres urzędowania                                                                     |
| --------------------------------------------------------------- | ----------------- | ----------- | ------------------------------------------------------------------------------------- |
| Premier                                                         | Josef Korčák      | KSČ         | od 18 czerwca 1981                                                                    |
| Wicepremier                                                     | Ladislav Adamec   | KSČ         | od 18 czerwca 1981                                                                    |
| Wicepremier                                                     | Stanislav Rázl    | KSČ         | od 18 czerwca 1981                                                                    |
| Wicepremier                                                     | František Šrámek  | KSČ         | od 18 czerwca 1981                                                                    |
| Wicepremier                                                     | Zdeněk Krč        | KSČ         | od 18 czerwca 1981                                                                    |
| Wicepremier                                                     | Zdeněk Zuska      | KSČ         | 22 czerwca 1981 - 17 grudnia 1982                                                     |
| Minister finansów                                               | Jaroslav Tlapák   | KSČ         | od 18 czerwca 1981                                                                    |
| Minister spraw wewnętrznych                                     | Josef Jung        | KSČ         | od 18 czerwca 1981                                                                    |
| Minister przemysłu                                              | Miroslav Kapoun   | KSČ         | od 18 czerwca 1981                                                                    |
| Minister handlu                                                 | Antonín Jakubík   | KSČ         | od 18 czerwca 1981                                                                    |
| Minister sprawiedliwości                                        | Antonín Kašpar    | KSČ         | od 18 czerwca 1981                                                                    |
| Minister pracy i spraw socjalnych                               | Emilian Hamerník  | KSČ         | od 18 czerwca 1981                                                                    |
| Minister rolnictwa i żywności                                   | Miroslav Toman    | KSČ         | 18 czerwca 1981 - 20 czerwca 1983                                                     |
| Minister rolnictwa i żywności                                   | Vladislav Třeška  | KSČ         | 20 czerwca 1983 - 18 czerwca 1986                                                     |
| Minister zdrowia                                                | Jaroslav Prokopec | KSČ         | od 18 czerwca 1981                                                                    |
| Minister szkolnictwa                                            | Milan Vondruška   | KSČ         | od 18 czerwca 1981                                                                    |
| Minister leśnictwa i gospodarki wodnej                          | Ladislav Hruzík   | KSČ         | 18 czerwca 1981 - 27 kwietnia 1982                                                    |
| Minister leśnictwa i gospodarki wodnej                          | František Kalina  | KSČ         | 27 kwietnia 1982 - 18 czerwca 1986                                                    |
| Minister kultury                                                | Milan Klusák      | KSČ         | od 18 czerwca 1981                                                                    |
| Minister przemysłu budowlanego                                  | František Šrámek  | KSČ         | 18 czerwca 1981 - 31 października 1983 (ministerstwo rozwiązano 31 października 1983) |
| Minister budownictwa i techniki                                 | Karel Polák       | KSČ         | od 18 czerwca 1981                                                                    |
| Minister bez teki                                               | Karel Löbl        | KSČ         | od 18 czerwca 1981                                                                    |
| Minister bez teki                                               | František Toman   | KSČ         | 20 września 1981 - 18 czerwca 1986                                                    |
| Minister bez teki                                               | Ladislav Kopřiva  | KSČ         | 17 grudnia 1981 - 18 czerwca 1986                                                     |
| Przewodniczący Komitetu Ludowej Kontroli                        | Vlastimil Svoboda | KSČ         | od 18 czerwca 1981                                                                    |
| Przewodniczący Komisji Planowania Czech                         | Stanislav Rázl    | KSČ         | 18 czerwca 1981 - 20 czerwca 1983                                                     |
| Przewodniczący Komisji Planowania Czech                         | Zdeněk Krč        | KSČ         | 20 czerwca 1983 - 18 czerwca 1986                                                     |
| Przewodniczący Komisji Nauki, Rozwoju Technicznego i Inwestycji | František Šrámek  | KSČ         | od 18 czerwca 1981                                                                    |